# 200 v.Chr.
Het jaar 200 v.Chr. is een jaartal in de 2e eeuw v.Chr. volgens de christelijke jaartelling.

## Gebeurtenissen

### Italië
- Gaius Aurelius Cotta en Publius Sulpicius Galba Maximus zijn consul in het Imperium Romanum.
- In Rome wordt de Bacchanalia, ook wel de Bacchische mysteriën of orgiën genoemd, een orgastisch feest ter ere van de cultus van Dionysos ingevoerd.
- De Galliërs (± 40.000 man) plunderen in Gallia Cisalpina de handelsstad Piacenza en steken de rivier de Po over. De bevolking van Cremona vraagt de Senaat om hulp. Rome stuurt het Romeinse leger onder Aurelius Cotta naar Noord-Italië en verslaat in de slag bij Cremona de Gallische stammen (de Boii en de Insubres).

### Griekenland
- Begin van de Tweede Macedonische Oorlog, voor de Ionische kust verplettert Philippus V van Macedonië bij Lade de vloot van Rhodos. Het Macedonische leger voert een plunderveldtocht door Carië en het gebied van Pergamon.
- Athene, de Aetolische Bond en Kreta sturen afgezanten naar Rome, met het verzoek om zich te mengen in het conflict tegen Macedonië.
- Philippus V belegert Abydos (Klein-Azië) op de oever van de Hellespont; na een beleg van maanden wordt de stad verwoest en de bevolking afgeslacht.
- Een Romeinse delegatie onder Marcus Aemilius Lepidus, stelt Philippus V een ultimatum en waarschuwt hem de Griekse poleis (stadstaten) niet aan te vallen.
- Zomer - Een Romeins expeditieleger van twee legioenen landt bij Apollonia en de Romeinse vloot valt de Macedonische vestingstad Chalkis (Euboea) aan.
- De Scythen trekken zich terug op de Krim, ze vestigen hun hoofdstad in Neapolis en leggen de Griekse koloniën een zware schatting op.

### China
- Keizer Han Gaozu laat in Chang'an het Wei-Yang paleis bouwen, de Xiong Nu bedreigen de noordelijke grens van het Chinese Keizerrijk. Hij sluit een vredesverdrag en stuurt ieder jaar schenkingen naar Mao Dun.

### Zuid-Amerika
- In Bolivia wordt de stad Tiwanaku gesticht, op de hoogvlakte van de Andes. De Indianen-stad bevat de "Verzonken Tempel", met gouden versieringen en de "Kalasasaya" een ceremonieel plein, waar mensenoffers worden gebracht aan de goden.

## Geboren
- Diophantus (~200 v.Chr. - ~116 v.Chr.), Grieks wiskundige
- Jia Yi, (~200 v.Chr. - ~168 v.Chr.), Chinees staatsman
- Kritolaos (~200 v.Chr. - ~111 v.Chr.), Grieks filosoof